# Mistrzostwa Świata Juniorów w Snowboardzie 2017
Mistrzostwa Świata Juniorów w Snowboardzie 2017 – dwudzieste pierwsze mistrzostwa świata juniorów w snowboardzie. Odbyły się w dniach 18 lutego – 1 kwietnia 2017 roku w czeskich miejscowościach Klínovec i Szpindlerowy Młyn oraz w szwajcarskim Laax.
Były to drugie mistrzostwa świata juniorów w snowboardzie rozgrywane w Klínovcu. Wcześniej miejscowość ta organizowała mistrzostwa w 2004 roku, wspólnie z niemieckim Oberwiesenthal.

## Wyniki

### Mężczyźni
| Konkurencja         | Data       | Złoto                                       | Srebro                                         | Brąz                                      |
| Snowcross           | 18 lutego  | Kalle Koblet                                | David Pickl                                    | Leon Beckhaus                             |
| Snowcross drużynowy | 19 lutego  | Stany Zjednoczone Jake Vedder · Senna Leith | Niemcy Leon Beckhaus · Sebastian Pietrzykowski | Australia Adam Lambert · Angus Pennington |
| Gigant Równoległy   | 20 lutego  | Dmitrij Sarsiembajew                        | Dmitrij Łoginow                                | Arvid Auner                               |
| Slalom równoległy   | 21 lutego  | Ilja Witugow                                | Dmitrij Łoginow                                | Gabriel Messner                           |
| Halfpipe            | 20 marca   | Cho Hyeon-min                               | Toby Miller                                    | Chase Blackwell                           |
| Slopestyle          | 31 marca   | Chris Corning                               | Judd Henkes                                    | Tiarn Collins                             |
| Big Air             | 1 kwietnia | Yuri Okubo                                  | Yutaro Miyazawa                                | Enzo Valax                                |

### Kobiety
| Konkurencja         | Data       | Złoto                               | Srebro                                    | Brąz                                 |
| Snowcross           | 18 lutego  | Kristina Paul                       | Jana Fischer                              | Julia Pereira                        |
| Snowcross drużynowy | 19 lutego  | Francja Manon Petit · Julia Pereira | Rosja Kristina Paul · Wiktorija Bukiewicz | Australia Emily Boyce · Georgia Baff |
| Gigant Równoległy   | 20 lutego  | Milena Bykowa                       | Daniela Ulbing                            | Larissa Gasser                       |
| Slalom równoległy   | 21 lutego  | Jemima Juritz                       | Marija Wałowa                             | Daniela Ulbing                       |
| Halfpipe            | 20 marca   | Berenice Wicki                      | Anna Valentine                            | Leilani Ettel                        |
| Slopestyle          | 31 marca   | Tess Coady                          | Reira Iwabuchi                            | Elli Pikkujamsa                      |
| Big Air             | 1 kwietnia | Tess Coady                          | Reira Iwabuchi                            | Elli Pikkujamsa                      |

## Tabela medalowa
| Lp. | Państwo           | złoto | srebro | brąz | razem |
| --- | ----------------- | ----- | ------ | ---- | ----- |
| 1   | Rosja             | 4     | 4      | 0    | 8     |
| 2   | Stany Zjednoczone | 2     | 3      | 1    | 6     |
| 2   | Australia         | 2     | 0      | 2    | 4     |
| 4   | Szwajcaria        | 2     | 0      | 1    | 3     |
| 5   | Japonia           | 1     | 3      | 0    | 4     |
| 6   | Austria           | 1     | 2      | 2    | 5     |
| 7   | Francja           | 1     | 0      | 2    | 3     |
| 8   | Korea Południowa  | 1     | 0      | 0    | 1     |
| 9   | Niemcy            | 0     | 2      | 2    | 4     |
| 10  | Finlandia         | 0     | 0      | 2    | 2     |
| 11  | Nowa Zelandia     | 0     | 0      | 1    | 1     |
| 11  | Włochy            | 0     | 0      | 1    | 1     |